# Saint-Julien-sur-Cher
Saint-Julien-sur-Cher és un municipi francès, situat al departament del Loir i Cher i a la regió de Centre – Vall del Loira. L'any 2007 tenia 746 habitants.

## Demografia

### Població
El 2007 la població de fet de Saint-Julien-sur-Cher era de 746 persones. Hi havia 297 famílies, de les quals 71 eren unipersonals (24 homes vivint sols i 47 dones vivint soles), 123 parelles sense fills, 67 parelles amb fills i 36 famílies monoparentals amb fills.
La població ha evolucionat segons el següent gràfic:
Habitants censats

### Habitatges
El 2007 hi havia 373 habitatges, 311 eren l'habitatge principal de la família, 39 eren segones residències i 22 estaven desocupats. Tots els 372 habitatges eren cases. Dels 311 habitatges principals, 273 estaven ocupats pels seus propietaris, 35 estaven llogats i ocupats pels llogaters i 4 estaven cedits a títol gratuït; 2 tenien una cambra, 18 en tenien dues, 62 en tenien tres, 92 en tenien quatre i 137 en tenien cinc o més. 268 habitatges disposaven pel capbaix d'una plaça de pàrquing. A 122 habitatges hi havia un automòbil i a 165 n'hi havia dos o més.

### Piràmide de població
La piràmide de població per edats i sexe el 2009 era:
| Homes | Edats   | Dones |
| ----- | ------- | ----- |
| 0     | 95 o +  | 0     |
| 4     | 90 a 94 | 4     |
| 8     | 85 a 89 | 4     |
| 0     | 80 a 84 | 8     |
| 16    | 75 a 79 | 16    |
| 12    | 70 a 74 | 12    |
| 16    | 65 a 69 | 16    |
| 24    | 60 a 64 | 40    |
| 12    | 55 a 59 | 20    |
| 24    | 50 a 54 | 24    |
| 28    | 45 a 49 | 28    |
| 20    | 40 a 44 | 28    |
| 32    | 35 a 39 | 24    |
| 24    | 30 a 34 | 16    |
| 16    | 25 a 29 | 12    |
| 24    | 20 a 24 | 12    |
| 20    | 15 a 19 | 20    |
| 36    | 10 a 14 | 36    |
| 8     | 5 a 9   | 12    |
| 4     | 0 a 4   | 20    |

## Economia
El 2007 la població en edat de treballar era de 444 persones, 326 eren actives i 118 eren inactives. De les 326 persones actives 292 estaven ocupades (159 homes i 133 dones) i 34 estaven aturades (14 homes i 20 dones). De les 118 persones inactives 55 estaven jubilades, 30 estaven estudiant i 33 estaven classificades com a «altres inactius».

### Ingressos
El 2009 a Saint-Julien-sur-Cher hi havia 313 unitats fiscals que integraven 743 persones, la mediana anual d'ingressos fiscals per persona era de 17.692 €.

### Activitats econòmiques
Dels 24 establiments que hi havia el 2007, 1 era d'una empresa alimentària, 2 d'empreses de fabricació d'altres productes industrials, 4 d'empreses de construcció, 5 d'empreses de comerç i reparació d'automòbils, 2 d'empreses d'hostatgeria i restauració, 2 d'empreses d'informació i comunicació, 1 d'una empresa financera, 2 d'empreses de serveis, 1 d'una entitat de l'administració pública i 4 d'empreses classificades com a «altres activitats de serveis».
Dels 5 establiments de servei als particulars que hi havia el 2009, 1 era un taller de reparació d'automòbils i de material agrícola, 1 guixaire pintor, 2 fusteries i 1 restaurant.
L'únic establiment comercial que hi havia el 2009 era una fleca.
L'any 2000 a Saint-Julien-sur-Cher hi havia 9 explotacions agrícoles que ocupaven un total de 828 hectàrees.

## Equipaments sanitaris i escolars
El 2009 hi havia una escola elemental integrada dins d'un grup escolar amb les comunes properes formant una escola dispersa.

## Poblacions més properes
El següent diagrama mostra les poblacions més properes.